# Bredana
Bredana Gertsch, 1936 è un genere di ragni appartenente alla famiglia Salticidae.

## Distribuzione
Le due specie note di questo genere sono diffuse negli USA.

## Tassonomia
A maggio 2010, si compone di due specie:
- Bredana alternata Gertsch, 1936 — USA
- Bredana complicata Gertsch, 1936[2] — USA